# Kuchyňka (místnost)

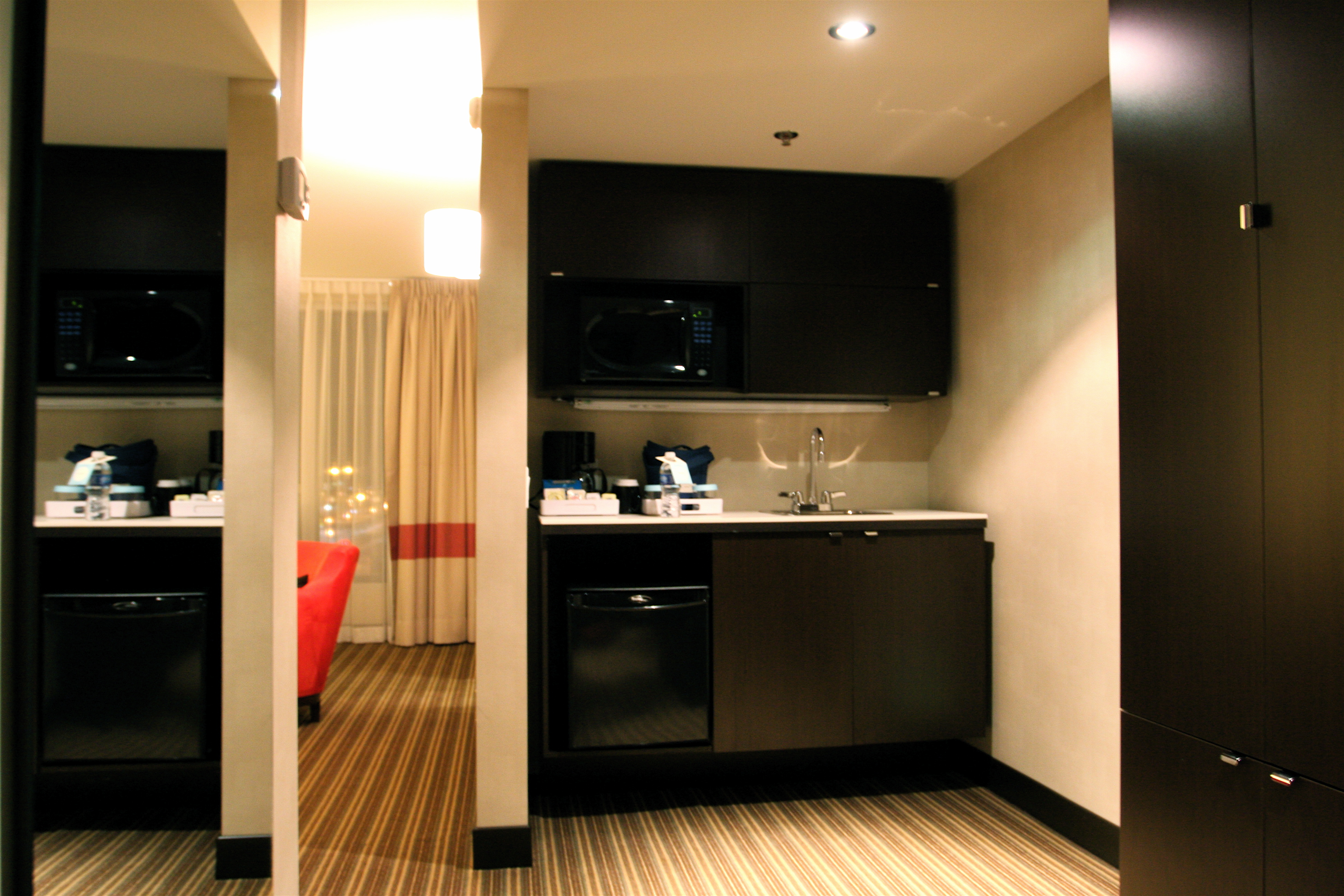
Kuchyňka

Kuchyňka je místo se základním kuchyňským vybavením (mikrovlnka, rychlovarná konvice, kávovar) a základním nádobím (talíře, sklenice, příbory), kde lze ohřát a občas i připravit pokrmy. Může se jednat o kout v jiné místnosti nebo o samostatnou místnost, oproti kuchyni bývá menší.
Kuchyňka se může nacházet v objektech určených k výkonu zaměstnání (v kancelářských a administrativních objektech). Zaměstnanci si zde mohou ohřát uvařené jídlo z domova, uvařit kávu a někdy i připravit jednodušší pokrm. V některých případech se zde nachází i pár stolů s židlemi. V takovém případě lze kuchyňku označit též za kantýnu.
Někdy je jako kuchyňka označována některá z místností v rodinných domech, může také označovat kuchyňský kout. Zpravidla se jedná o místnost s přímým přístupem na zahradu/verandu a přívodem vody. Může zde být určité servisní vybavení jako pračka, mrazák, atd. Toto označení je méně rozšířené.